# 哈尔滨工业大学附属中学校
哈尔滨工業大學附屬中學校位于中华人民共和国黑龙江省哈尔滨市南岗区，是黑龙江省內比較著名的一所完全中學，是一所私立中學，由哈爾濱工業大學管理。哈尔滨市工業大學附屬中學简称“哈工大附中”，其初中部是目前哈爾濱市内教学水平最高、中考升平均分、省市重點高中录取率最高的学校。
初中部位于哈工大附近的西大直街上，是一棟擁有一百多年歷史的俄式建築；而新校区环境优美，设施先进。

## 歷史
哈爾濱工業大學附屬中學創辦于2001年9月，創建時是由哈工大主办，八达集团公司投资的一所完全中學。建校之初，初中部和高中部都在老校區內上課，但在2004年，由於學校發展速度過快，高中部所有學生的上課地點改在了哈爾濱商業大學校園內，而在2007年，高中部又搬至西前衛大街的新校區教學。

## 校園

### 初中部
哈工大附中初中部所在教學樓始建于民國年間，具有濃烈的俄式風格，在中華人民共和國成立前曾為北滿鐵路的鐵路局，后被哈工大所取得，成為哈工大圖書館，而在學校成立之後，蓋樓經過幾次修補，并定於11-12學年度進行大修。

### 高中部
哈工大附中高中部所在教學樓是在學校成立之後才開始建造的，于2007年投入使用。教學樓占地11萬平方米，擁有各種理科實驗室，學生公寓，體育場館等設施。

## 教學成果
在學校成立之初，由於是新成立的民辦學校，無法招的很好的生源，然而學校的第一屆初中和高中畢業生都取得了不俗的成績：

### 初中部
首届學生入学考试前50名学生无一选择哈工大附中，因为哈工大附中当时刚刚建校，还难以得到信任，當時的生源是家长们公认的二、三流学生。而在2005年該屆學生畢業時，哈工大附中进入省重点中学统招分数线142人，占报考人数的50.00%；进入市重点中学统招分数线及以上226人，占报考人数的80.00%。近幾年，學校的成績十分穩定，已經連續十一年取得全哈爾濱市第一。
在其他方面，學生亦有很大建樹，如在cctv舉行的希望之星英語風采大賽中，該校的學生取得了全国第15名的好成绩，而該校的畢業生在此項比賽中亦获得全国高中组的”希望奖”。此外，哈工大附中每年都会有学生在数学、物理、化学、計算機等各级学科国家国际级竞赛中获奖。

### 高中部
首届毕业生入学时生均总分470，比省、市重点中学最低分低30-50分，而畢業時重点大学录取61人，录取率達到30.20%。此後幾年，高中部的錄取率逐年升高。現在的成績在哈市各民辦高中中排名第一。

## 相關參考
1. ↑  http://news.sina.com.cn/c/2004-09-10/15133641236s.shtml （页面存档备份，存于） 哈工大附中招生太多 部分学年强行搬迁家长怨言
2. ↑  http://www.hitfz.cn/doc/2011/07/24/090921.html （页面存档备份，存于） 我校参加2011年CCTV“希望之星”英语风采大赛获佳绩

## 外部連結
- 官方网站（页面存档备份，存于）